# 棉花俱樂部
《棉花俱樂部》（英語：The Cotton Club）是一部1984年美國犯罪電影，以1930年代哈林區的棉花俱樂部為主題。
本片由法蘭斯·哥普拉執導及編劇（與威廉·肯尼迪共同編劇），主演是李察·基爾、格雷戈里·海因斯、黛安·蓮恩和隆內特·麥基，其他演員包括鮑勃·霍斯金斯、詹姆士·雷瑪、尼古拉斯·基治、阿倫·加菲爾德、羅蘭士·費斯賓、格溫·沃頓及弗雷德·格溫。
儘管電影票房欠佳，卻獲得幾個獎項提名，包括金球獎最佳導演和最佳電影，奧斯卡金像獎最佳藝術指導和最佳影片剪接。然而，黛安·蓮恩得到金草莓獎最差女配角提名。

## 劇情
在1920至1930年間，「棉花俱樂部」是紐約哈林區一家著名的夜總會，Dixie Dwyer則是在俱樂部裡表演的喇叭手，在那個黑幫橫行的年代，這處銷金窟自然也屬於黑手黨所管轄，Dixie無意中拯救老大Dutch Schultz免遭槍殺，於是Schultz就將青梅竹的女人Vera Cicero託付給Dixie照顧，之後Vera及Dixie萌生愛意，而黑幫糾葛日益紛擾，棉花俱樂部的愛恨情仇一觸即發。

## 演員
- 李察·基爾 飾 Dixie Dwyer
- 格雷戈里·海因斯 飾 Delbert "Sandman" Williams
- 黛安·蓮恩 飾 Vera Cicero
- 隆內特·麥基（英语：Lonette McKee） 飾 Lila Rose Oliver
- 鮑勃·霍斯金斯 飾 歐尼·麥登
- 詹姆士·雷瑪 飾 杜奇·舒爾茲
- 尼古拉斯·基治 飾 Vincent Dwyer（英语：Mad Dog Coll）
- 阿倫·加菲爾德（英语：Allen Garfield） 飾 Otto Berman（英语：Otto Berman）
- 弗雷德·格溫（英语：Fred Gwynne） 飾 Frenchy Demange
- 格溫·沃頓（英语：Gwen Verdon） 飾 Tish Dwyer
- 麗莎·珍·波斯基（英语：Lisa Jane Persky） 飾 Frances Flegenheimer
- 莫里斯·海因斯（英语：Maurice Hines） 飾 Clayton "Clay" Williams
- Bill Graham 飾 PJ
- Julian Beck（英语：Julian Beck） 飾 Sol Weinstein
- Joe Dallesandro（英语：Joe Dallesandro） 飾 查理·盧西安諾
- 羅蘭士·費斯賓 飾 Bumpy Rhodes
- 汤姆·威茨 飾 Irving Starck
- 約翰·P·萊恩（英语：John P. Ryan (actor)） 飾 Joe Flynn
- 葛倫·威斯洛（英语：Glenn Withrow） 飾 Ed Popke
- 珍妮弗·格列（英语：Jennifer Grey） 飾 Patsy Dwyer
- Woody Strode（英语：Woody Strode） 飾 Holmes
- Diane Venora（英语：Diane Venora） 飾 格洛麗亞·斯旺森
- 塔克·斯摩伍德（英语：Tucker Smallwood） 飾 Kid Griffin
- 比爾·科布斯（英语：Bill Cobbs） 飾 Big Joe Ison
- Rosalind Harris（英语：Rosalind Harris） 飾 Fanny Brice（英语：Fanny Brice）
- 蘇菲亞·哥普拉 飾 Kid in Street
- 馬里歐·範·比柏斯（英语：Mario Van Peebles） 飾 Dancer
- Larry Marshall 飾 凱伯·凱洛威
- 陳錦湘 飾 Ling
- Leonard Termo（英语：Leonard Termo） 飾 Danny

## 外部連結
- 互联网电影数据库（IMDb）上《The Cotton Club》的资料（英文）
- AllMovie上《The Cotton Club》的资料（英文）
- 爛番茄上《The Cotton Club》的資料（英文）